# SN 2001cm
SN 2001cm – supernowa typu II odkryta 3 czerwca 2001 roku w galaktyce NGC 5965. W momencie odkrycia miała maksymalną jasność 16,80m.